# Snežana Jovanović
Snežana Jovanović (in serbo Снежана Јовановић?; Čačak, 11 luglio 1973) è un'ex cestista jugoslava.

## Carriera
Con la Jugoslavia ha disputato i Campionati europei del 1997.